# Titularbistum Chusira
Chusira (ital.: Cusira) ist ein Titularbistum der römisch-katholischen Kirche. 
Es geht zurück auf einen untergegangenen Bischofssitz in der gleichnamigen antiken Stadt, die sich in der römischen Provinz Byzacena bzw. Africa proconsularis in der Sahelregion von Tunesien befand.
| Titularbischöfe von Chusira |                                                     | |                   |                  |
| Nr.                         | Name                                                | Amt | von               | bis              |
| 1                           | Carlos Alberto Wollgarten CM                        | Apostolischer Vikar von Limón (Costa Rica)                                                                     | 28. Januar 1935   | 28. April 1937   |
| 2                           | Francisco Javier Ochoa Ullate OAR                   | Apostolischer Vikar von Kweiteh (China)                                                                        | 18. Mai 1937      | 11. April 1946   |
| 3                           | Pawel Ceslaw Rydzewski                              | Weihbischof in Łomża (Volksrepublik Polen)                                                                     | 6. Dezember 1946  | 22. August 1951  |
| 4                           | Friedrich Maria Rintelen                            | Weihbischof in Paderborn (Deutschland)                                                                         | 12. Dezember 1951 | 9. November 1988 |
| 5                           | Francesco Miccichè                                  | Weihbischof in Messina-Lipari-Santa Lucia del Mela (Italien)                                                   | 23. Dezember 1988 | 24. Januar 1998  |
| 6                           | Clemens Pickel                                      | Weihbischof im Europäischen Russland Apostolischer Administrator im Südlichen Europäischen Russland (Russland) | 23. März 1998     | 11. Februar 2002 |
| 7                           | Alphonse U Than Aung Titularerzbischof pro hac vice | emeritierter Erzbischof von Mandalay (Myanmar)                                                                 | 3. April 2002     | 2. November 2004 |
| 8                           | Kazimierz Gurda                                     | Weihbischof in Kielce (Polen)                                                                                  | 18. Dezember 2004 | 16. April 2014   |
| 9                           | Łukasz Buzun OSPPE                                  | Weihbischof in Kalisz (Polen)                                                                                  | 5. Juli 2014      |                  |